# ポケットドリームコンソール
ポケットドリームコンソール（POCKET DREAM CONSOLE）は、2006年8月にタカラトミーが発売した電子ゲーム。

## 概要
本体内のメモリーに30種類のゲームを収録している。他のゲームを追加する事はできない。表示は内蔵の2インチのTFT液晶画面の他、専用のケーブルをテレビに接続することも可能。

## 内蔵ゲーム一覧
- パズルレーン
- 絵あわせゲーム
- まちがい探しゲーム
- ムーヴィングボックス…パズルゲーム。
- ジュエル・ボックス…パズルゲーム。
- ブロックスクエア
- ファイティングゲーム…2Dアクションゲーム。
- ビギーアドベンチャー…アクションゲーム。
- 子馬のぼうけん…俯瞰視点のアクションゲーム。
- ボムパニック…アクションゲーム。
- ビッグフィッシュ
- ボウリング
- ペンギンくんゲーム…アクションゲーム。
- 100フロアゲーム
- ブラックジャック
- ルーレット
- カジノ・スロット
- ピンボールゲーム
- ペアマッチゲーム
- ブロックくずしゲーム
- 五目並べゲーム
- ダウンパトローラー
- バードシューター
- バトルファイター
- サブマリンゲーム
- バトルシップゲーム
- GTレーシングゲーム
- ラリーレーシングゲーム
- F1レーシングゲーム
- モトレーシングゲーム